# Макарова (Ішимський район)
Мака́рова (рос. Макарова) — присілок у складі Ішимського району Тюменської області, Росія.
Населення — 191 особа (2010, 250 у 2002).
Національний склад станом на 2002 рік:
- росіяни — 93 %